# Torre do Castelo (Campinas)
Torre do Castelo no inverno de 2009.
A Torre do Castelo - Vítor Negrete é uma caixa d'água do tipo castelo d'água, construída no estilo art déco, com 27 metros de altura, localizada na Praça 23 de Outubro, no bairro Jardim Chapadão, na cidade de Campinas, no Brasil.
Foi construída entre 1936 e 1940, com capacidade original para 250 000 litros de água, para abastecer a região norte da cidade.
Situada a aproximadamente 735 metros de altitude, é um dos pontos mais altos dentro do perímetro urbano de Campinas, além de ser um marco geodésico e possuir, em seu topo, um mirante que permite ver vários bairros da cidade.
À semelhança da rotatória onde está o Arco do Triunfo em Paris, a rotatória onde se localiza Torre recebe o trânsito de meia dúzia de vias (começam e terminam nessa rotatória: Av. Dr. Alberto Sarmento, R. Santo Antônio Claret, Av. João Erbolato, Av. Francisco José de Camargo Andrade e R. Oliveira Cardoso; a Av. Andrade Neves está nos dois sentidos), em todas as direções. 
A torre, atualmente, possui, além de seu mirante, o transmissor da Educativa FM (101,9 MHz) e um museu de objetos ligados à distribuição de água da Sociedade de Abastecimento de Água e Saneamento (SANASA) e das empresas que a antecederam.
Vale mencionar que a praça, atualmente, é frequentemente utilizada como espaço de eventos de caráter culinário e musical. 
As seis amuradas do mirante contêm informações sobre as regiões e lugares de Campinas vistos em cada uma das janelas.

## História
Na época em que foi feita, representou um avanço com vistas à expansão da cidade de Campinas para o norte, de acordo com o plano urbanístico de Francisco Prestes Maia.
A torre passou por três reformas: em 1972, 1991 e 1998, quando adquiriu a aparência atual.
Na década de 1970, ganhou um mirante que proporciona uma visão de 360 graus da cidade e que, em condições climáticas favoráveis, dá para enxergar até a Serra do Japi, localizada a aproximadamente 40 km de distância, no município de Jundiaí.
Em 1972, a Torre foi reformada para abrigar uma sala circular e foi criado um novo projeto urbanístico na praça.
Em 1991, o prédio recebeu novas alterações para a instalação do Museu Histórico da SANASA.
Já em 1998, o edifício e a praça passaram por uma grande restauração para suas características originais.

## Visitação
A Torre do Castelo foi reaberta à visitação pública em 15 de maio de 2010, aos sábados e domingos, das 10:00 - 12:00 e 13:00 - 21:00, com possibilidades de visitas escolares durante a semana mediante agendamento, sendo aberta ao público em geral das terças às sextas-feiras, das 10:00 - 12:00 e 13:00 às 17:00.
Agendamentos e informações: biblioteca1@sanasa.com.br

## Fotos e visões a partir da Torre

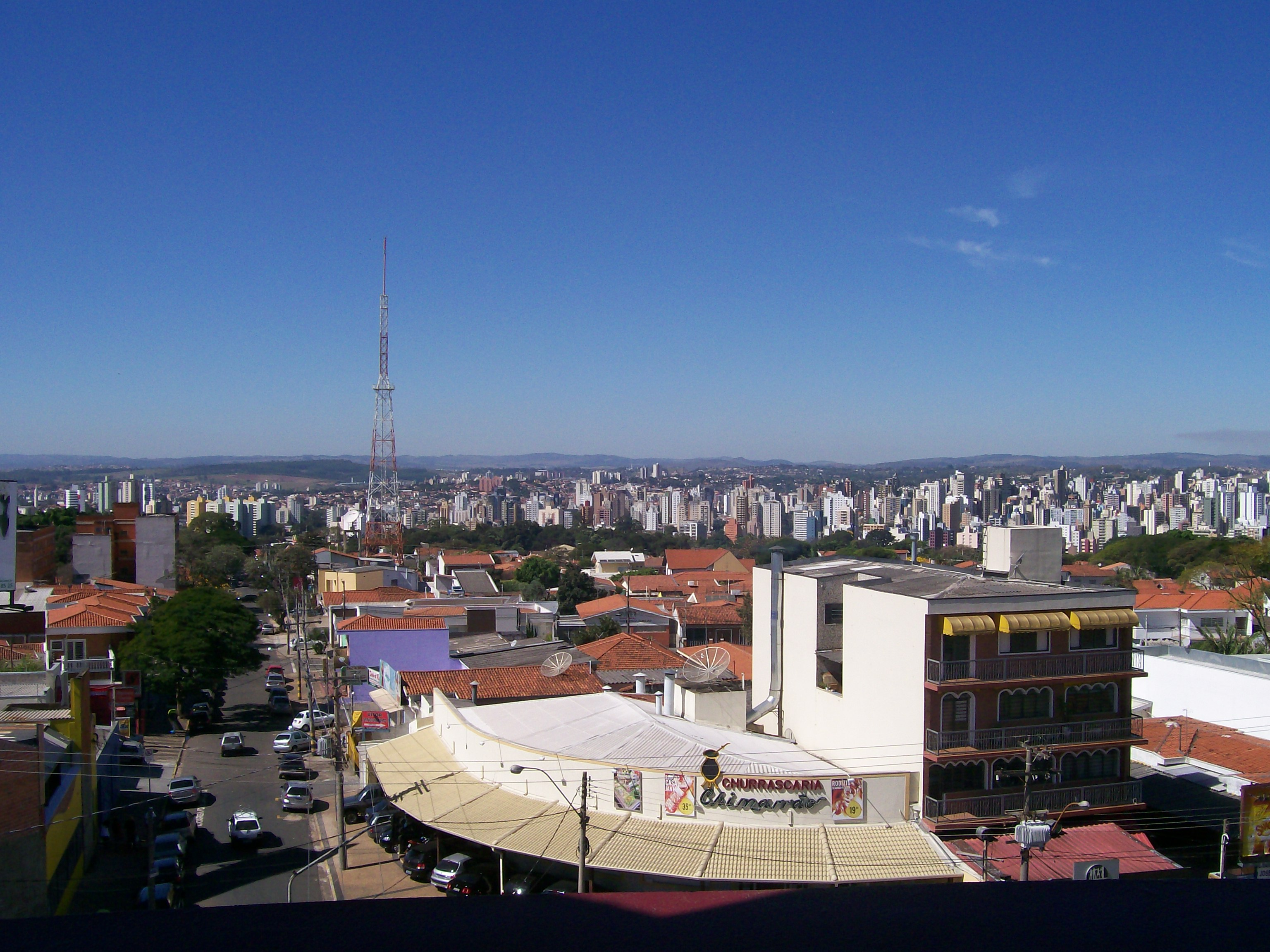
Amurada a sudeste: vê-se a Rua Oliveira Cardoso, o Guanabara em primeiro plano, os prédios do Cambuí no meio e no fundo o Jardim das Paineiras e outros bairros da Região Leste (Jardim Flamboyant, Chácara da Barra, Notre Dame, Vila Brandina).
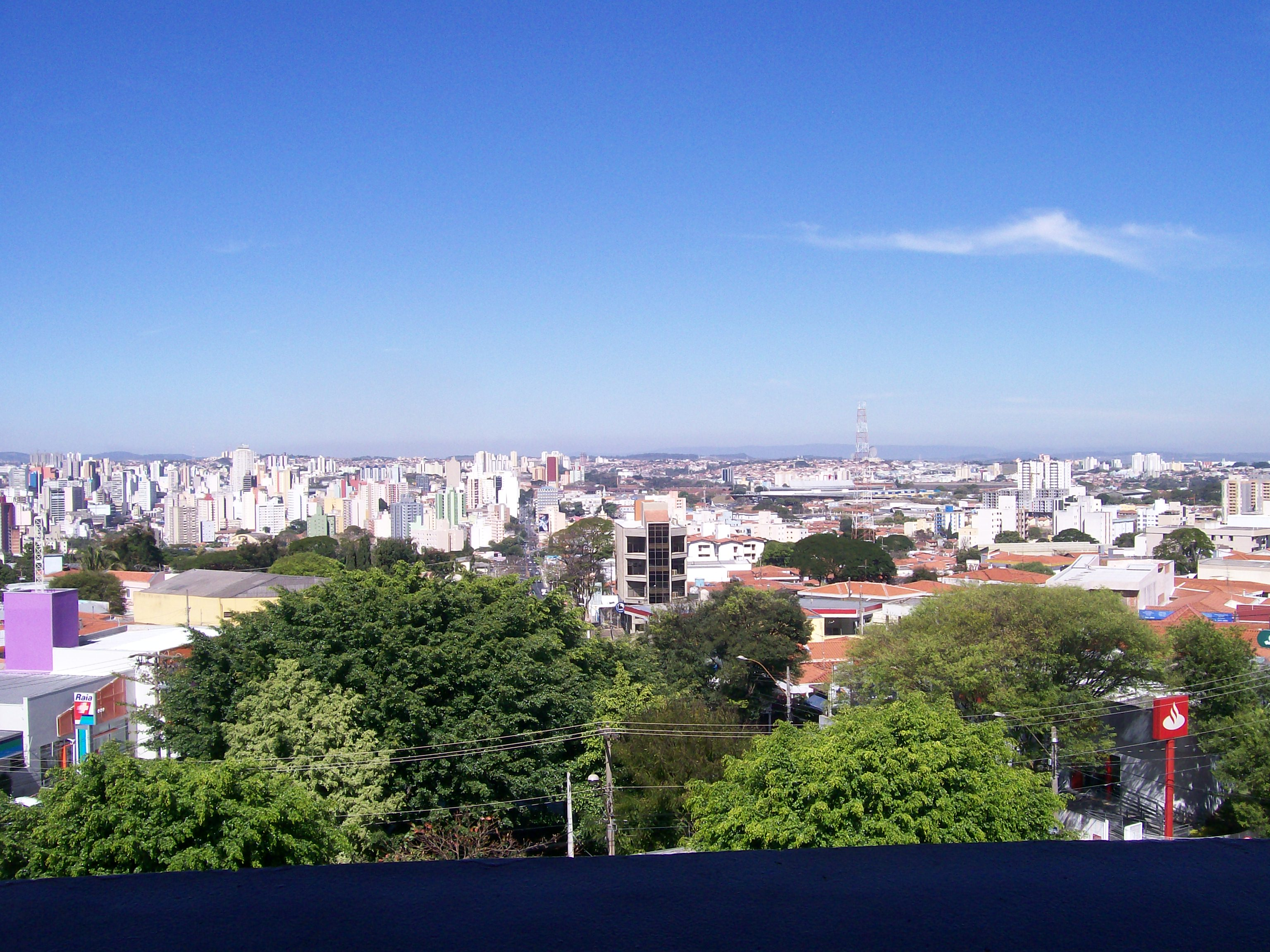
Amurada a sul-sudoeste: vê-se a Avenida Andrade Neves, o Botafogo no fundo do vale, o Centro em seguida. No início da avenida, está a antiga estação ferroviária e próximo dali, a moderna rodoviária, além de vários bairros da Região Sul (Parque Prado, São Bernardo, etc.)
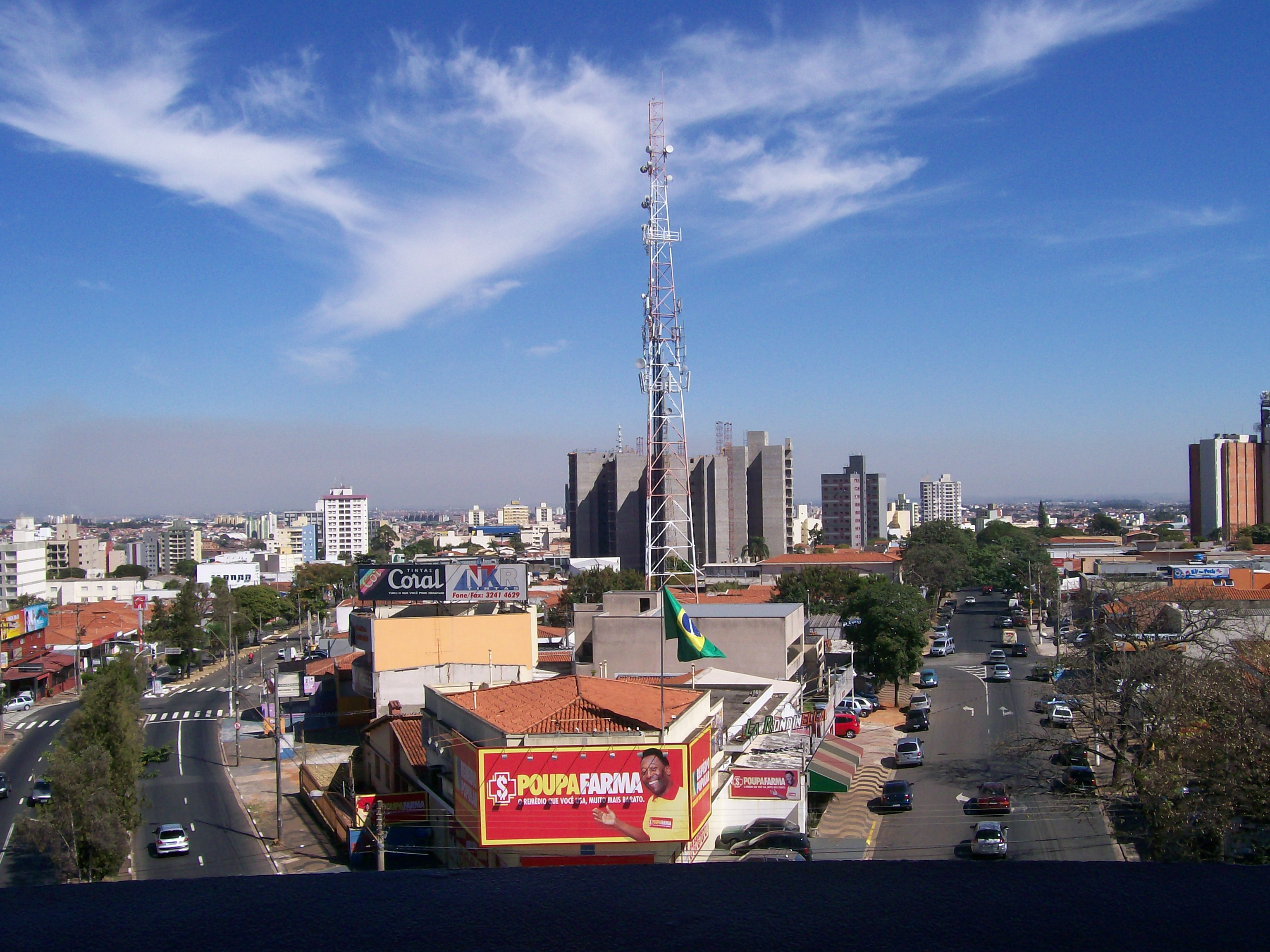
Amurada a oeste-sudoeste: veem-se a Avenida Alberto Sarmento (à esquerda) e a Rua Santo Antônio Claret (à direita), com o bairro do Bonfim em primeiro plano, uma parte do Jardim Chapadão à direita.
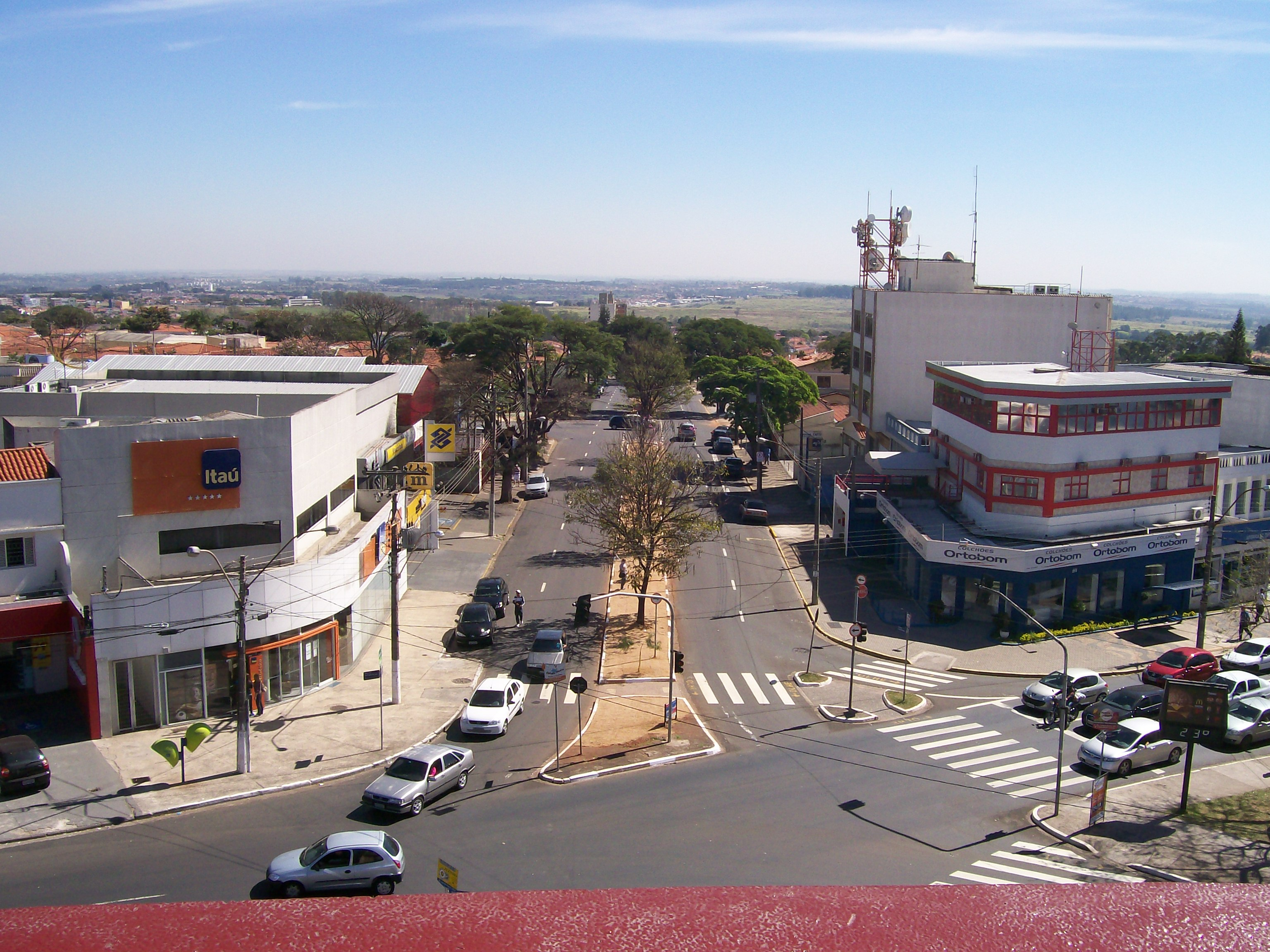
Amurada a oeste-noroeste: vê-se aqui a Avenida João Erbolato e o Jardim Chapadão. O descampado no meio é a Fazenda Chapadão, pertencente ao Exército Brasileiro. Depois se vê a Rodovia Anhanguera, SP-330, sentido interior.
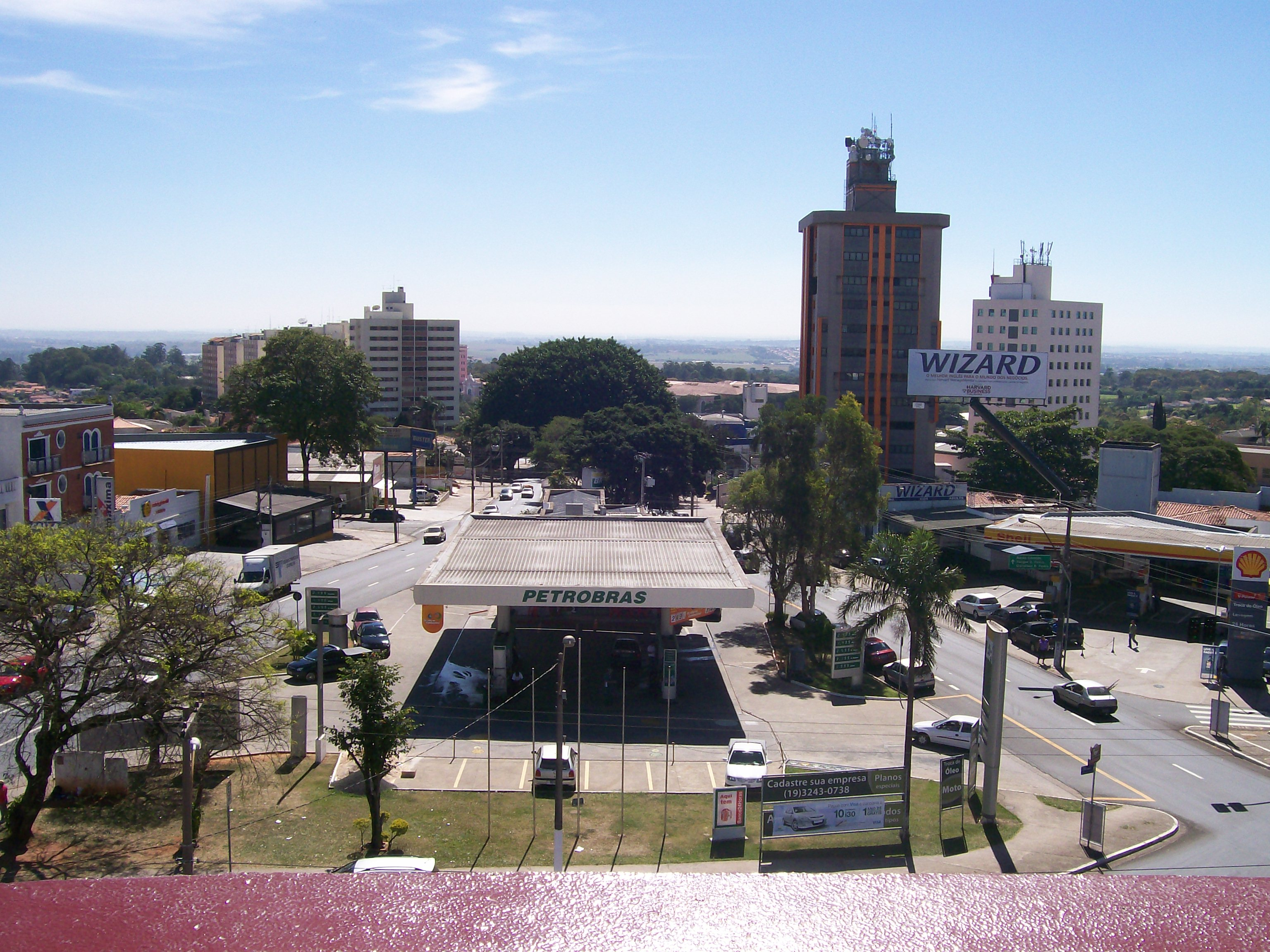
Amurada a norte-noroeste: vê-se aqui a parte final da Avenida Andrade Neves e outra parte do Jardim Chapadão. Parcialmente encoberta pelos prédios, está a sede da Escola Preparatória de Cadetes do Exército (EsPCEx).
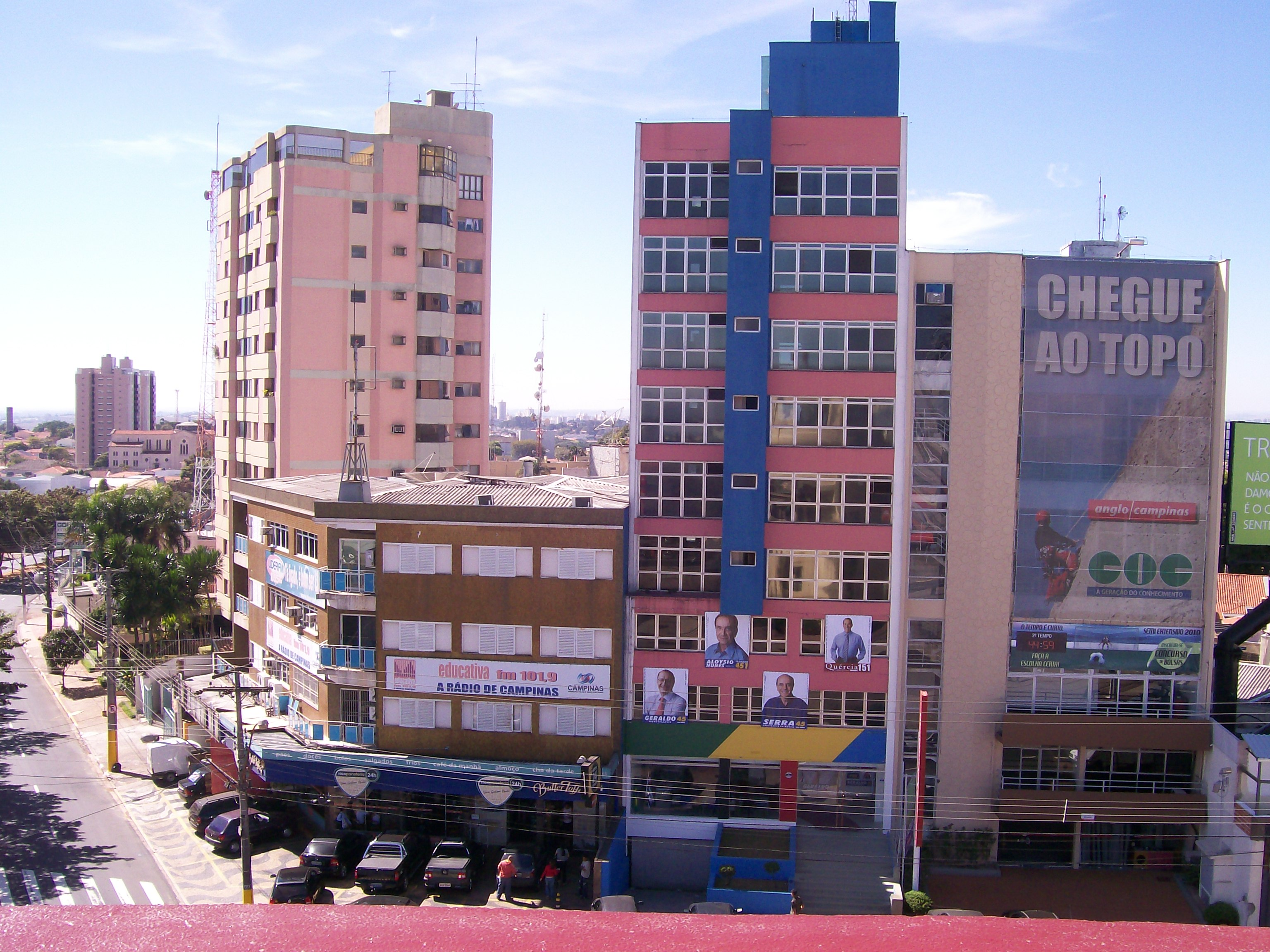
Amurada a nordeste: encoberta pelos prédios, vê-se um pouco da Avenida Francisco José de Camargo Andrade, a Igreja do Rosário, ainda assim é possível ver ao fundo o bairros das Mansões Santo Antônio, com sua grande quantidade de edifícios.
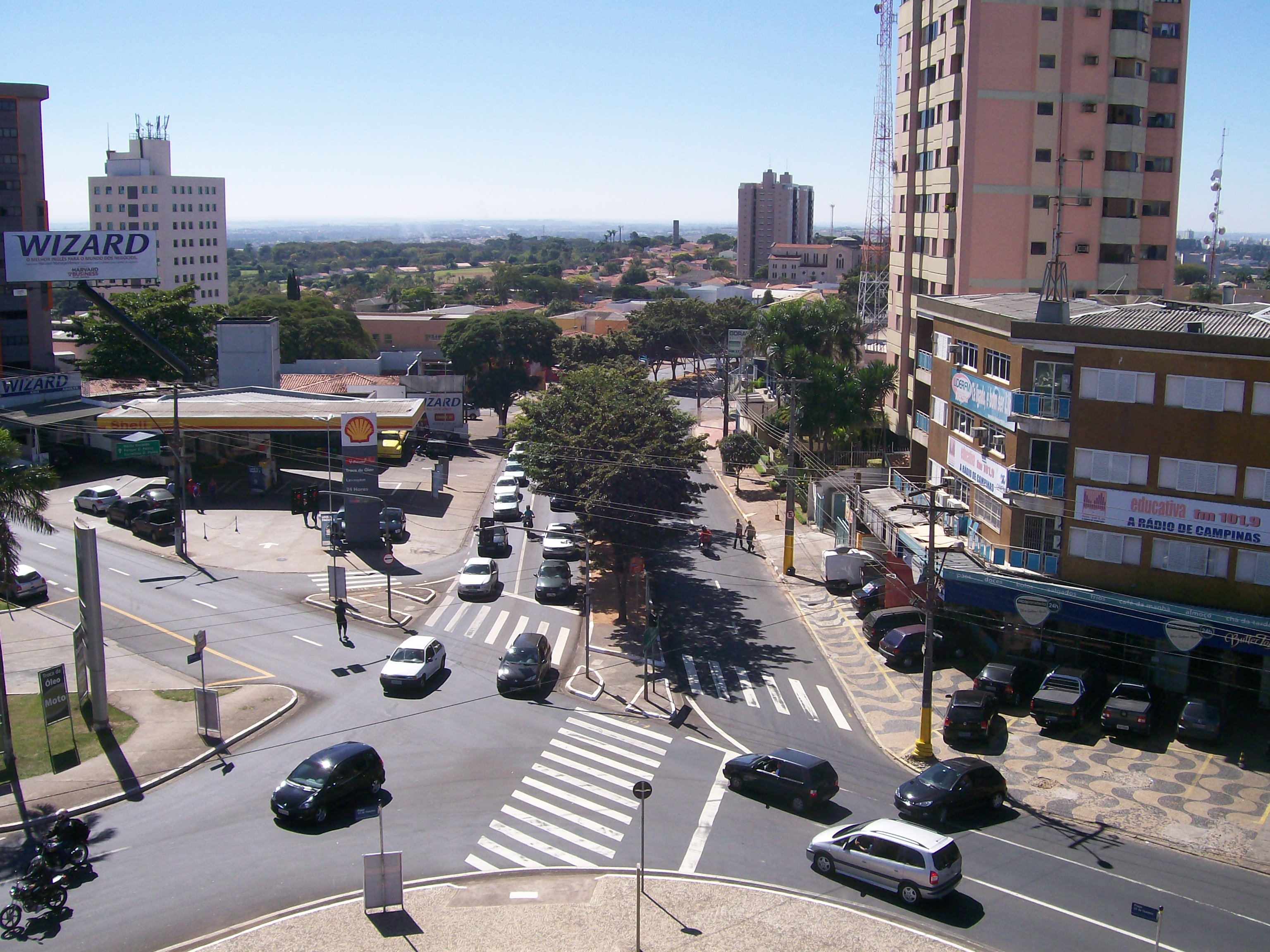
Aqui vê-se a Avenida Francisco José de Camargo Andrade, o Jardim Chapadão e uma parte do distrito de Barão Geraldo.
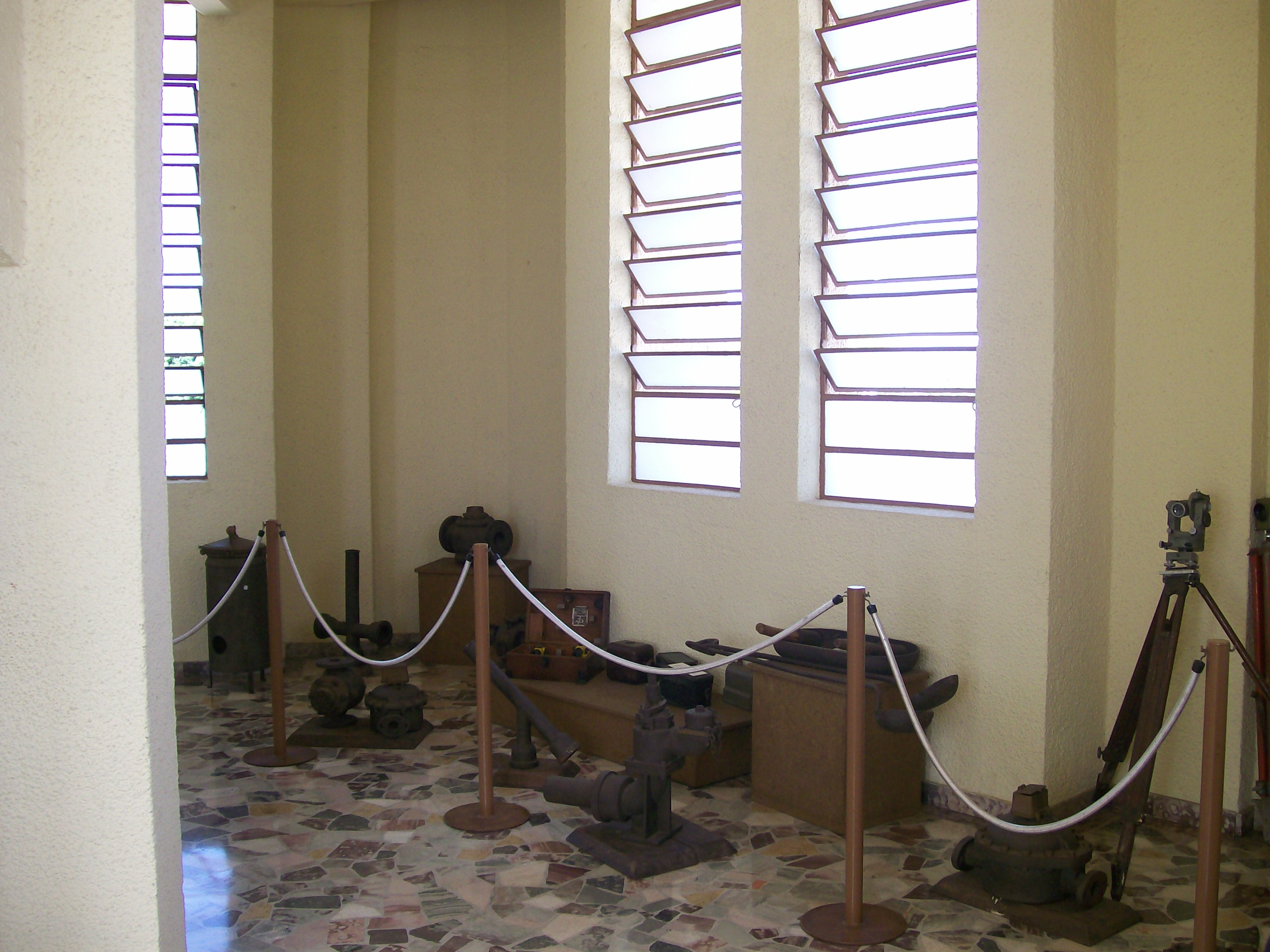
O nível intermediário da Torre do Castelo tem o museu da SANASA, a companhia municipal de saneamento básico, com objetos utilizados no serviço de abastecimento de água do século XIX até a década de 1970.
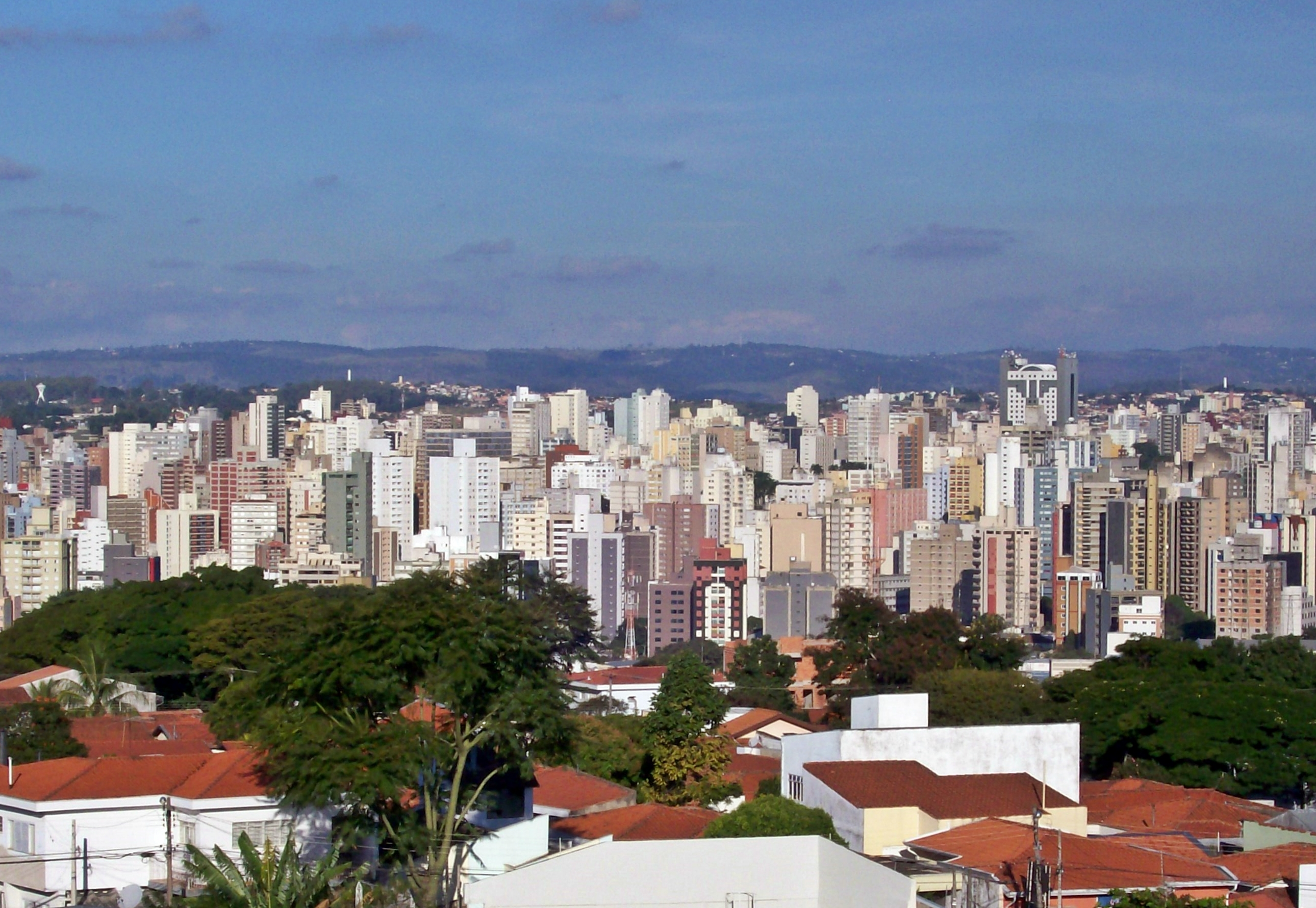
Vista da Região Central de Campinas e de sua grande densidade de edifícios.
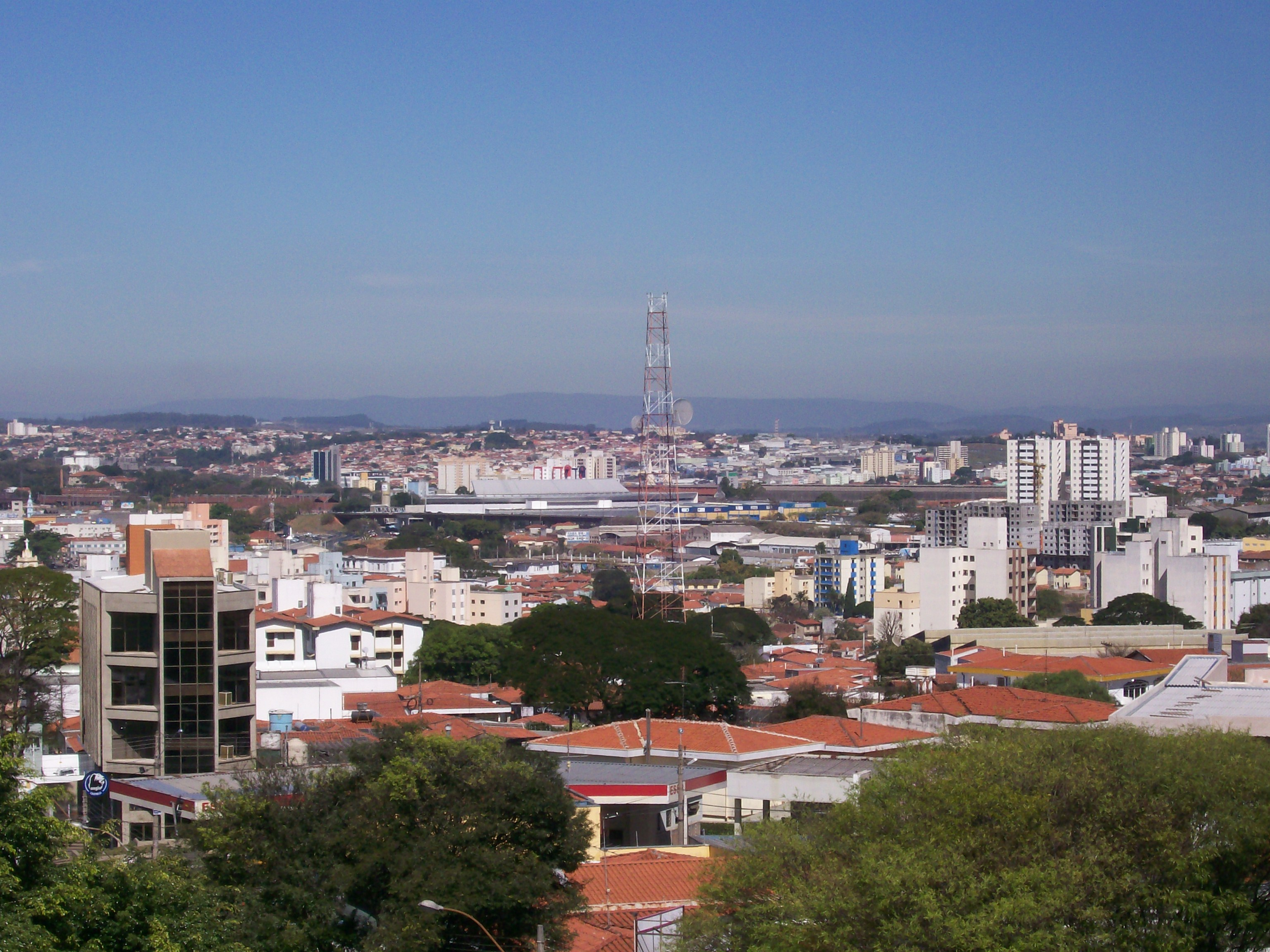
Na linha do horizonte, vê-se a Serra do Japi, em Jundiaí, a partir do mirante da Torre do Castelo, a aproximadamente 40km de distância em linha reta.